# Stacja Narciarska Szwajcaria Bałtowska
Stacja Narciarska Szwajcaria Bałtowska – ośrodek narciarski położony w Bałtowie na Pogórzu Bałtowskim w Górach Świętokrzyskich na północnym zboczu wzgórza znajdującego się na terenie kompleksu turystycznego JuraPark Bałtów opadającego ku zakolu rzeki Kamiennej. Największy kompleks do uprawiania sportów zimowych położony najbliżej Warszawy. Szwajcaria Bałtowska jest członkiem stowarzyszenia Narty Świętokrzyskie.

## Wyciągi i trasy

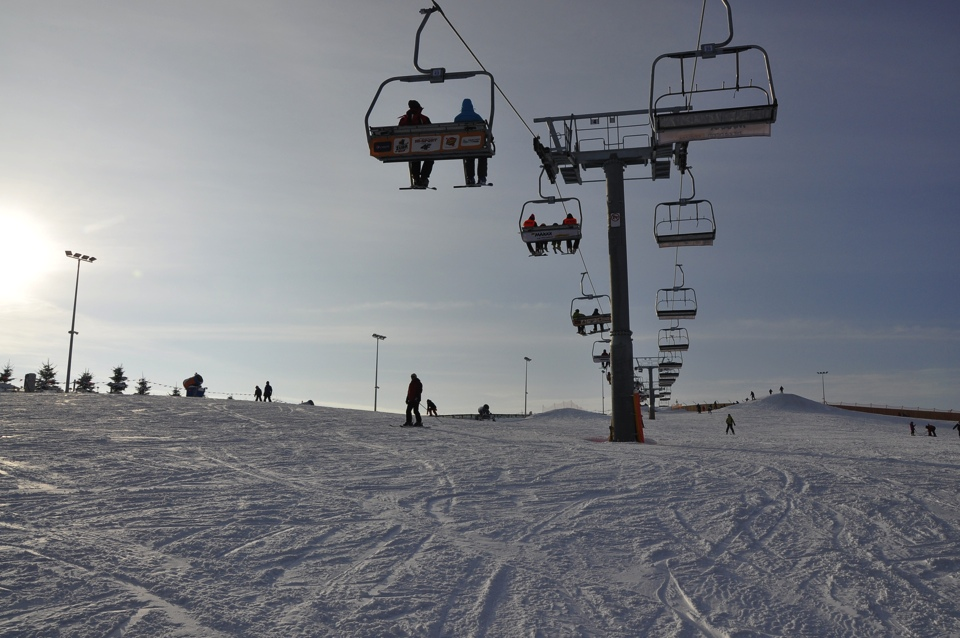
Kolej krzesełkowa w Szwajcarii Bałtowskiej

W skład ośrodka narciarskiego wchodzą:
- 4-osobowy wyciąg krzesełkowy o długości ok. 500 m i przepustowości 2400 osób na godzinę (56 kanap)
- 2 równoległe wyciągi orczykowe, każdy o długości ok. 400 m i przepustowości 750 osób na godzinę
- 2 wyrwirączki dla dzieci o długości ok. 100 m każda.

Między tymi wyciągami przebiega 6 tras narciarskich:
- (4) niebiesko-czerwona trasa o długości ok. 500 m (wzdłuż wyciągu krzesełkowego), o średnim nachyleniu ok. 17%
- (1), (2) i (3) – trzy niebieskie trasy o długościach odpowiednio 350, 570 i 700 m wzdłuż wyciągów orczykowych
- (5) i (6) – dwie zielone ośle łączki o długości ok. 100 m każda.

Trasy oświetlone (co ułatwia korzystanie z nich do późnych godzin nocnych), ratrakowane i wyposażone w najnowocześniejszą infrastrukturę pozwalającą na sztuczne naśnieżanie i odwadnianie stoków.

## Pozostała infrastruktura
Na terenie ośrodka do dyspozycji narciarzy i snowboardzistów są:
- ośrodek JuraPark Bałtów
- szkoła narciarska Amigo-ski.pl[2]
- wypożyczalnia sprzętu, serwis sprzętu zimowego
- 3 karczmy (w pobliżu dolnej stacji wyciągów orczykowych, górnej stacji wyciągu krzesełkowego oraz między wyciągami)
- 4 domki typu willowego położone na wzgórzu tuż obok stoku oraz Ośrodka Jazdy Konnej „Krainy Koni”
- parking.

Stacja nie jest członkiem Stowarzyszenia Polskie stacje narciarskie i turystyczne.
Szwajcaria Bałtowska wchodzi w skład Bałtowskiego Kompleksu Turystycznego, czyli największego w Polsce (zajmującego obszar około 100 ha) obiektu o charakterze turystyczno-rozrywkowym. Głównym celem znajdujących się tu atrakcji jest nauka przez zabawę, a także promocja wśród dorosłych i dzieci sportowego trybu życia.
Oprócz infrastruktury narciarskiej w skład Szwajcarii Bałtowskiej wchodzi Wioska Świętego Mikołaja, w obrębie której znajdują się:
- Chata świętego Mikołaja – bajkowe miejsce, w którym dzieci mają okazję odwiedzić świętego Mikołaja i grupę jego pomocników. W ramach atrakcji można zwiedzać również wioskę Elfów, organizowany jest tu także jarmark świąteczny i liczne zimowe zabawy dla najmłodszych.
- Bajkowy Park Rozrywki – atrakcja oferująca liczne zabawy i warsztaty dla dzieci i młodzieży. Są to głównie atrakcje oparte na animacjach i rękodziele.
- Kraina Królowej Śniegu – tematyczna część parku rozrywki, której koncepcja oparta jest na motywach baśni „Królowa Śniegu” Hansa Christiana Andersena. Znajduje się tu m.in. lodowy labirynt
- Świąteczne kino 5D – kino dla dorosłych i dzieci oferujące bajki i filmy o tematyce świątecznej. Wykorzystujące najnowszą technologię 5D, która pozwala być aktywnym uczestnikiem oglądanych na ekranie wydarzeń.

W ramach atrakcji Szwajcarii Bałtowskiej organizowane są również kuligi (obejmujące malownicze tereny Bałtowa). Ponadto znajduje się tu rollercoaster z wyprofilowanym zjazdem o długości ok. 400m i snowpark ze śnieżnymi i lodowymi przeszkodami dla miłośników zimowych sportów ekstremalnych.

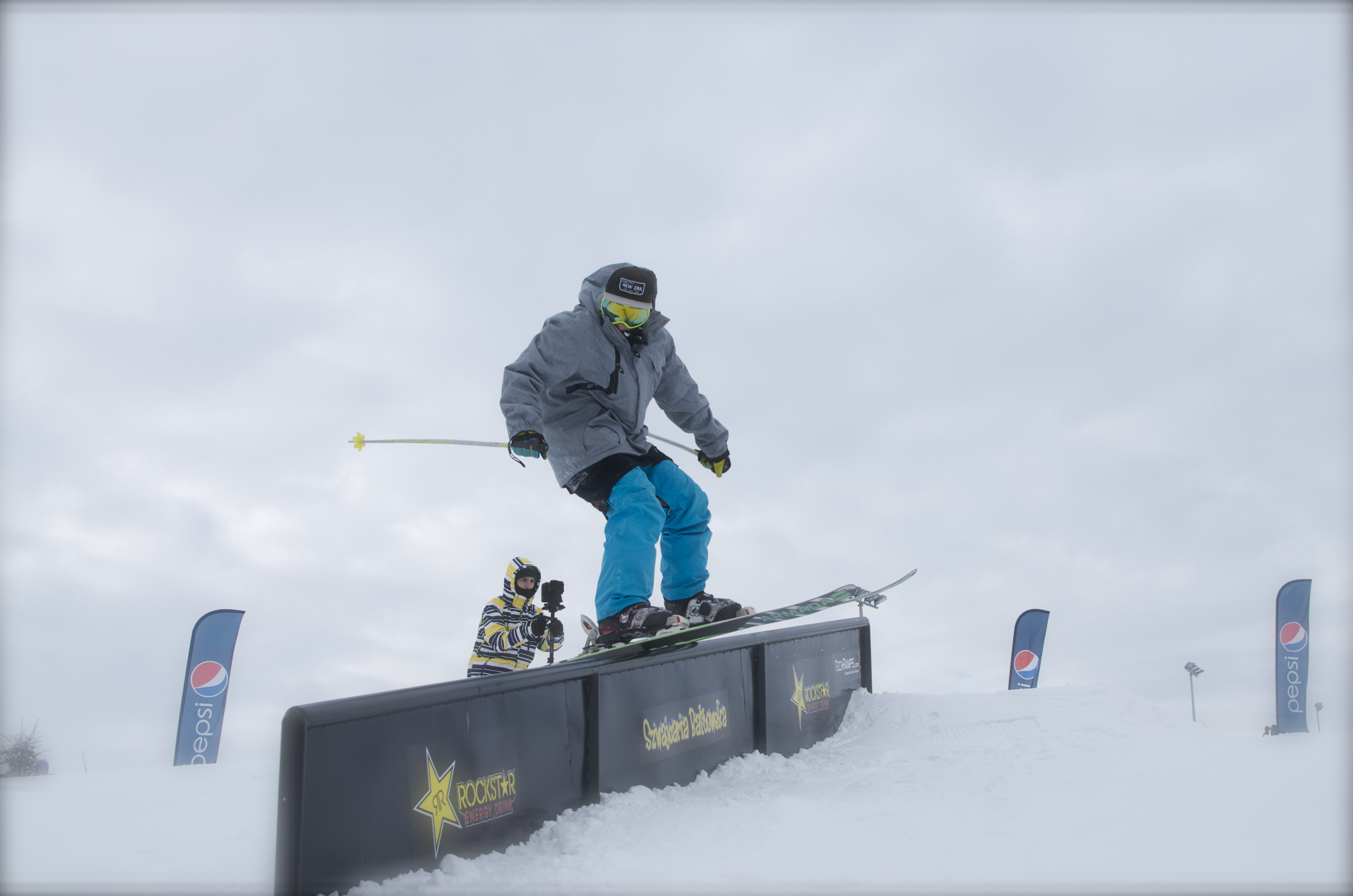
Poręcz spadowa, Snowpark w Szwajcarii Bałtowskiej

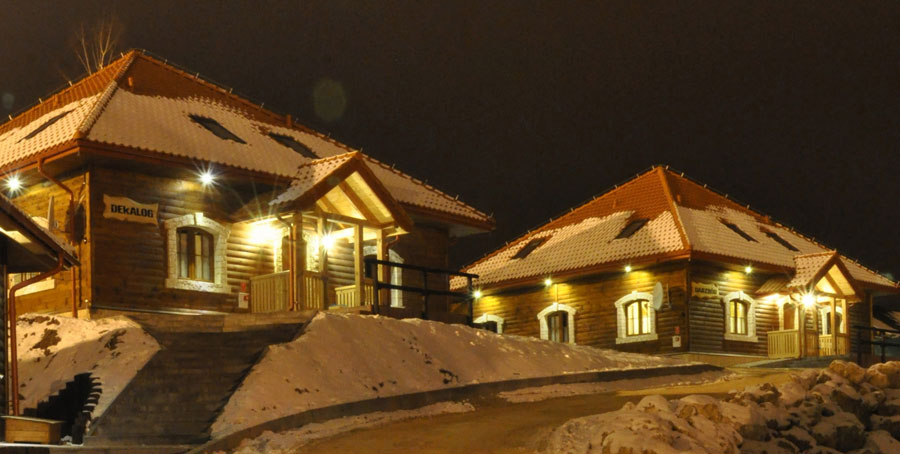
Domki rodzinne – jedna z opcji noclegu w Szwajcarii Bałtowskiej

Szwajcaria Bałtowska jest stale rozbudowywana, obecnie w planie jest powiększenie jej o Centrum Rekreacyjno-Kongresowe, zawierające park wodny w klimacie jurajskim (tzw. gorące morze) z basenami, saunami i strefą fitness. Ponadto w projekcie znajdują się dwa hotele, sale konferencyjne wraz z zapleczem gastronomicznym. Atrakcje te, wejdą w skład całego Bałtowskiego Kompleksu Turystycznego, gdzie oprócz Szwajcarii Bałtowskiej znajduje się obecnie JuraPark, Muzeum Jurajskie, Prehistoryczne Oceanarium, Zwierzyniec Bałtowski, Wioska Czarownic, Park rozrywki i wiele innych atrakcji.

## Operator
Operatorem i właścicielem stacji jest „DLF Invest sp. z o.o.” z siedzibą w Bałtowie. Prezesem zarządu spółki jest Filip Lichota.

## Historia
Wyciąg krzesełkowy uruchomiono 19 stycznia 2013 roku. Wcześniej na stoku pracowały wyciągi orczykowe. W listopadzie 2013 roku otwarto nową wypożyczalnię nart i desek snowboardowych. 1 lutego 2014 roku w Szwajcarii Bałtowskiej został otwarty snowpark. Zbudowały go ekipy: Techramps i Pirates Park. W snowparku znajdują się przeszkody: poręcz spadowa, box prosty, butter box, box rainbow, box disaster i wallride.